# Gedenken an den Flugzeugabschuss über Syke

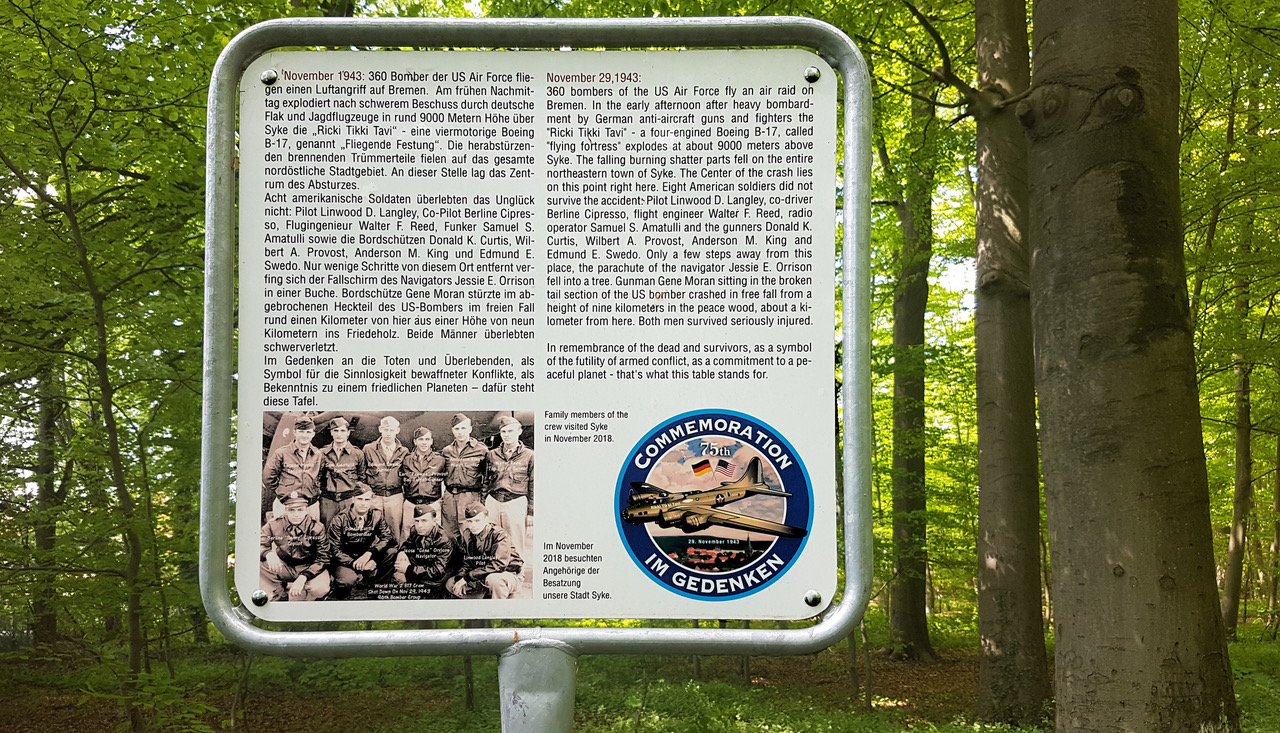
Informationstafel zum Gedenken an den Flugzeugabschuss im Friedeholz

Zum Gedenken an den Flugzeugabschuss über Syke wurde im Jahr 2018 im Wald Friedeholz in Syke in Niedersachsen eine Informationstafel aufgestellt. Sie erinnert an den Absturz eines Bombers vom Typ B-17 „Flying Fortress“ der United States Army Air Forces am 29. November 1943. Das Flugzeug schlug während des Zweiten Weltkriegs nach deutschem Beschuss im Friedeholz auf, wobei acht Angehörige der zehnköpfigen Flugzeugbesatzung beim Absturz ums Leben kamen. Von den beiden Überlebenden rettete sich ein Besatzungsmitglied mit dem Fallschirm; das andere Besatzungsmitglied überlebte im Heckteil der Maschine den Absturz aus über 8000 Meter Höhe.

## Ereignis
Das Flugzeug der United States Air Forces vom Typ Boeing B-17 F (Flying Fortress) gehörte zur 96th Bombardment Group (Heavy), die auf dem englischen Militärflugplatz Snetterton Heath Air Base stationiert war. Es erhielt von seiner Besatzung den Spitznamen „Rikki Tikki Tavi“. Am 29. November 1943 war das Flugzeug von seinem Heimatflughafen gestartet und mit über 300 weiteren Bombern an einem Luftangriff auf Bremen beteiligt. Nach Flak-Beschuss und dem Angriff eines deutschen Jagdflugzeuges zerbrach die Maschine über Syke in zwei Teile und stürzte ab. Über dem Ort ging ein Trümmerregen nieder. Der Flugzeugtank setzte ein Gebäude in Brand. Im Ort lagen zwei tote Besatzungsmitglieder auf der Straße; ein weiteres Besatzungsmitglied durchbrach ein Hausdach und hing im Gebäudeinneren tot an seinem Fallschirm. Trümmerteile wie Flügel, Flugzeugmotoren, Leitwerk und Ausrüstungsstücke fanden sich auf Weiden, Feldern und im Wald.

### Überlebende

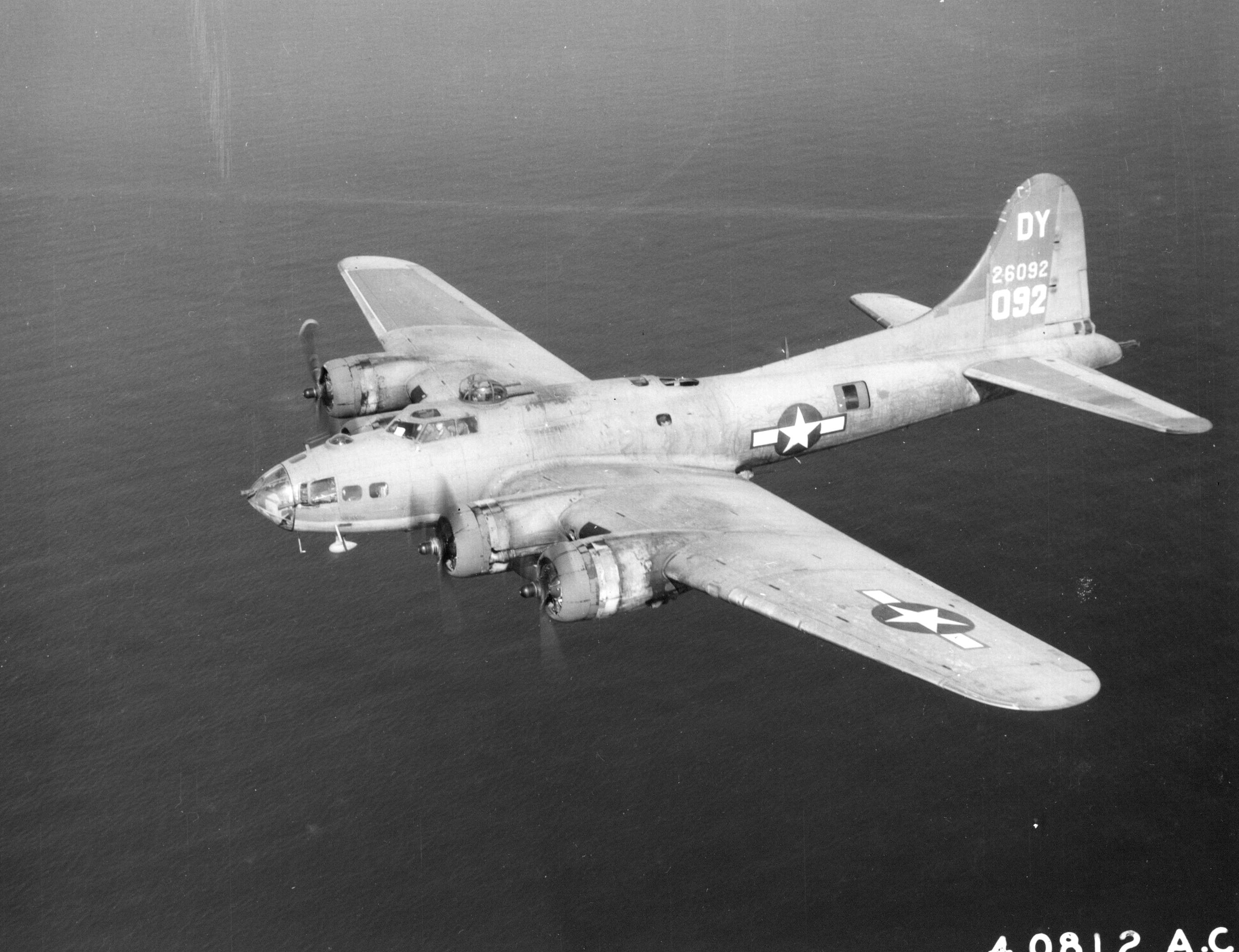
Eine B-17 als Typ des abgeschossenen Flugzeuges

Der 26-jährige überlebende Flugzeugnavigator Jessie E. Orrison konnte sich mit dem Fallschirm retten und ging im Friedeholz bei Syke nieder, wo er in einem Baum hängen blieb. Er wurde zunächst im Lager Sandbostel interniert.
Der 19-jährige Bordschütze Eugene P. Moran, der sich im hinteren MG-Stand befand, überlebte mit Schussverletzungen in der abgerissenen Hecksektion der Maschine den ungebremsten Fall schwer verletzt. Unterschiedlichen Angaben zufolge soll der Sturz aus 8000 bzw. bis 9000 Meter Höhe erfolgt sein. Er war der erste Mensch, der einen Fall aus dieser Höhe überlebt hat. Der Absturz der Hecksektion und die Landung in einem Wald war von einem US-amerikanischen Flieger beobachtet worden, der aus einer anderen Maschine abgesprungen war. Moran kam schwer verletzt ebenfalls in das Lager Sandbostel. Dort rettete ihm ein mitgefangener serbischer Arzt das Leben, indem er seine schweren Kopfverletzungen chirurgisch behandelte. Später wurde Moran im Kriegsgefangenenlager Stalag Luft IV in Groß Tychow in Hinterpommern interniert. Nach dem Krieg kehrte er in seine Heimat in Soldiers Grove in Wisconsin zurück, wo im Jahr 2007 eine Straße nach ihm benannt wurde. Er verstarb am 23. März 2014 im Alter von 89 Jahren in seinem Heimatort Soldiers Grove, Wisconsin.

## Erinnerung und Rezeption

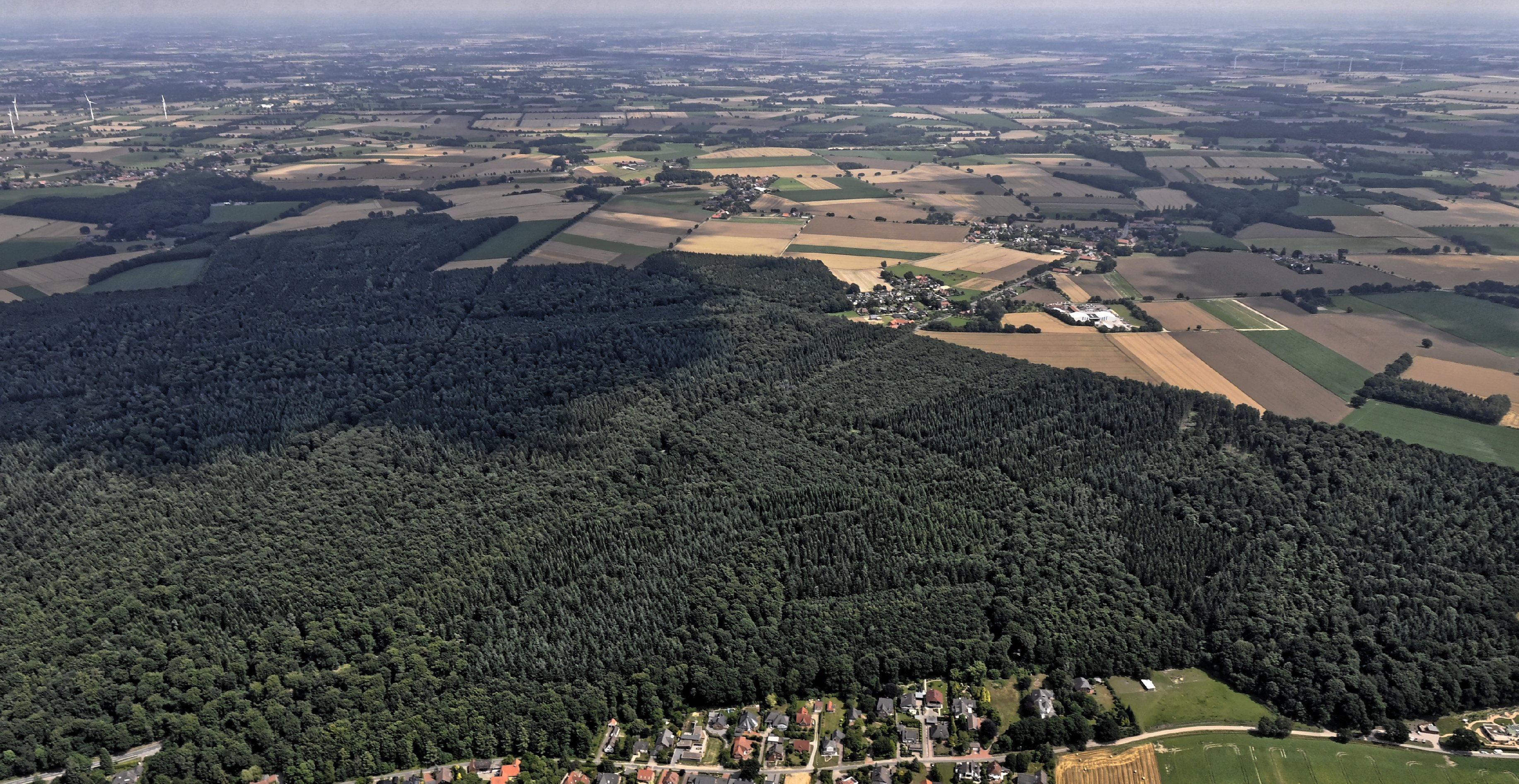
Luftbild des Friedeholzes

Am 29. November 2018 als 75. Jahrestag des Flugzeugabsturzes reisten aus den Vereinigten Staaten rund 25 Angehörige von vier damaligen Besatzungsmitgliedern an und besuchten das Friedeholz bei Syke, wo die überlebenden Flieger niedergegangen waren. An einer Stelle im Wald wurde eine Informationstafel aufgestellt und bei dem Besuch enthüllt. Laut ihrer Aufschrift dient sie dem Gedenken an die Toten und Überlebenden des Absturzes. Den Besuch ermöglichten die Stadt Syke, der Kreisheimatbund, ein Journalist, der frühere Bremer Bürgermeister Henning Scherf und der Zeitungsverleger Dirk Ippen.
2022 erschien das Buch Tailspin über den Abschuss der Maschine und die Erlebnisse des überlebenden Bordschützen Eugene Moran.